# Farhad Safinia
Farhad Safinia (né en 1975 à Téhéran) est un scénariste et producteur de cinéma et de télévision irano-américain. Il a notamment écrit le scénario d'Apocalypto et a créé la série Boss.

## Biographie
Né en 1975 à Téhéran, Farhad Safinia quitte son pays à l'âge de 4 ans pour rejoindre Paris. Il s'installe ensuite à Londres où il étudie à la Charterhouse School puis l'économie au King's College de Cambridge.
Il est l'époux de l'actrice canadienne Laura Regan.

## Filmographie
- 2001 : Outside the Box (court métrage) (réalisateur et scénariste)
- 2006 : Apocalypto de Mel Gibson (scénariste et coproducteur)
- 2011 : Boss (série télévisée) (scénariste et producteur exécutif)
- 2019 : The Professor and the Madman (réalisateur et scénariste)